# Pierre-Louis Cazaubon
Pour l’article homonyme, voir Cazaubon.
Pierre-Louis Cazaubon est un peintre décorateur français de genre, de paysages et de marine né le 28 juin 1873 à Bordeaux, où il est mort le 17 décembre 1950.

## Biographie
Élève de l'École des beaux-arts de Bordeaux où il intègre l'atelier du paysagiste Louis-Alexandre Cabié, il devient sociétaire du Salon des Artistes Français en 1905 où il obtient une mention honorable ainsi que les médailles d'or des Expositions internationales de Toulon et de Clermont-Ferrand. 
Coloriste affectionnant une matière généreuse, il aborde des sujets orientalistes mais le port de Bordeaux reste pour lui une source d'inspiration récurrente.
En  1919, il décore le salon de l’hôtel Frugès d’une fresque du port de Bordeaux au XVIe siècle. Il orne aussi une salle de réunion de la bourse maritime de Bordeaux de plusieurs toiles retraçant l’histoire du port. 